# Osvaldo Zubeldía
Osvaldo Zubeldía (Junín, 24 juni 1927 – Medellín, 17 januari 1982) was een Argentijns voetballer en trainer.
Hij begon zijn carrière in 1949 bij Vélez Sarsfield, dat in die tijd nog geen topclub was. In 1956 maakte hij de overstap naar Boca. In 1958 ging hij voor Atlanta spelen dat intussen in de lagere reeksen speelt maar toen nog in de hoogste klasse actief was en hij werd vier en zesde met hen. Hij beëindigde zijn spelerscarrière bij Banfield in de tweede klasse.
Hierna werd hij trainer en begon deze nieuwe carrière bij Atlanta. In 1965 werd hij trainer van de nationale ploeg. Sinds 1960 waren hier al negen trainers geweest, met ronkende namen als Juan Carlos Lorenzo en José María Minella. Niemand slaagde erin lang te blijven, zo ook verging het Zubeldía, hoewel hij het team wel naar het WK in Engeland loodste.
In 1965 werd hij trainer van Estudiantes La Plata en won in 1967 de eerste titel voor de club. Het was de eerste club buiten de Grote Vijf die kampioen werd in het proftijdperk. Een jaar later leidde hij het team zelfs naar de finale van de Copa Libertadores die gewonnen werd van SE Palmeiras. In de intercontinentale beker versloegen ze het Manchester United van Bobby Charlton. In 1969 en 1970 won de club opnieuw de Copa Libertadores, tegen Nacional en Peñarol uit Montevideo.
In 1974 werd hij ook met San Lorenzo kampioen. In 1976 werd hij trainer bij Atlético Nacional in Colombia en won ook hier de titel in 1976 en 1981.
Hij stierf in 1982 aan een hartaanval.